# Plaza de los Sitios

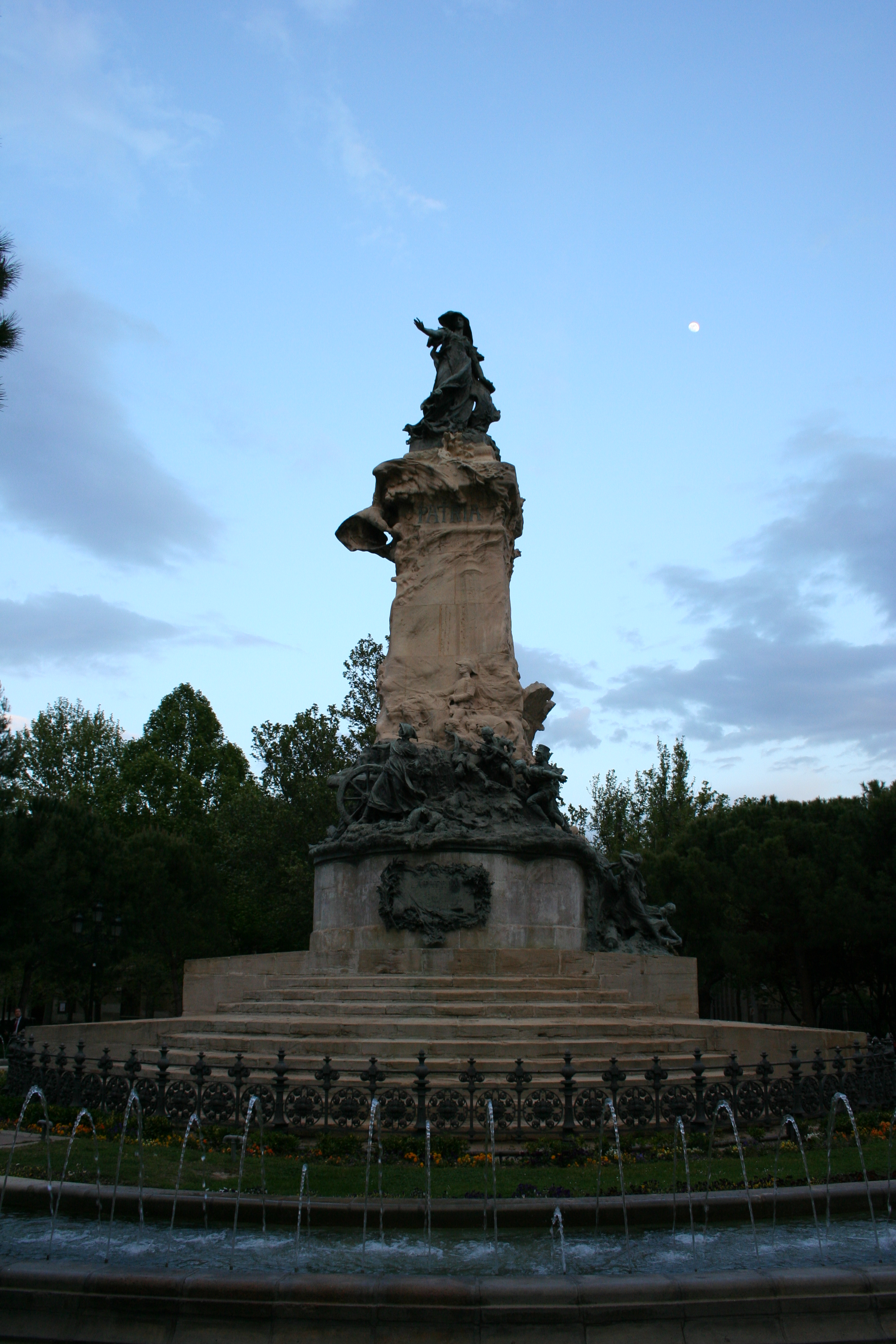
Monumento a los Sitios de Zaragoza en el centro de la plaza homónima.

-La plaza de los Sitios es un enclave situado en el centro de Zaragoza, muy cerca del paseo de la Independencia y en las proximidades del río Huerva. 
La plaza de los Sitios es una plaza muy frecuentada por los zaragozanos dadas sus agradables zonas ajardinadas y frondoso arbolado. La plaza además se utiliza para la celebración de ferias y exposiciones como el rastrillo navideño de la Asociación Española Contra el Cáncer o la muestra de artesanía aragonesa que se desarrolla durante las fiestas del Pilar. 
La construcción de los principales edificios que la flanquean así como la urbanización de esta zona se produjo con motivo de la celebración de la Exposición Hispano Francesa en 1908. Los edificios construidos durante la exposición son hoy sedes de diversas entidades civiles y militares: Museo de Zaragoza, Escuela de Artes aplicadas, Colegio Gascón y Marín, Hospital de la Cruz Roja, Edificio de la delegación de Hacienda, espacio cultural Ibercaja Zentrum y otras dependencias.
En el centro de la plaza se erige el monumento a los Sitios de Zaragoza realizado en 1908 por Agustín Querol. La composición representa a diferentes personajes y sucesos de los Sitios de Zaragoza que se arremolinan junto a un pedestal que presenta otras escenas en altorrelieve. El monumento está coronado por la figura de una mujer que se apoya en el escudo de la ciudad. Su inauguración corrió a cargo del rey Alfonso XIII y su esposa la reina Victoria Eugenia en 1908. Está considerado uno de los monumentos más bellos de la ciudad.